# Formații rock 13
Formații rock 13 reprezintă al treisprezecelea disc al seriei Formații rock și a fost editat de casa de discuri Electrecord din România în anul 1990. Pe acest disc apar formațiile Roata din București și Foileton din Timișoara, fiecare dintre ele ocupând câte o față a LP-ului.

## Lista pistelor
Fața 1 (Roata):
1. Gheorghe, Gheorghiță, Giorgi (Sorin Chifiriuc / Florian Pittiș)
2. Cum ar trebui (Sorin Chifiriuc / Florian Pittiș)
3. Cântec de la 23 'ncoace (Sorin Chifiriuc / Florian Pittiș)
4. Până-n zori (Sorin Chifiriuc / Florian Pittiș)

Fața 2 (Foileton):
1. Prolog (instrumental) (Foileton)
2. Bal mascat (Marius Mihalca, Sorin Bocerean / Tiberiu Matzek)
3. Vocea ta (Marius Mihalca / Claudia Delean)
4. Cu tine din nou (Marius Mihalca, Sorin Bocerean / Patriciu Martin)

Piesa „Gheorghe, Gheorghiță, Giorgi” a formației Roata este după o idee de Gabriel Basarabescu. Piesa „Cum ar trebui” a aceleași formații este, în realitate, o preluare după Cocteau Twins – „In Our Angelhood”. „Cântec de la 23 'ncoace” reprezintă o preluare după Hüsker Dü – „Celebrated Summer”, în timp ce „Până-n zori” este preluată după The Cult – „She Sells Sanctuary”.

## Componența formațiilor
Roata (București):
- Sorin Chifiriuc – vocal, chitară
- Valentin Badea – chitară bas, chitară, voce
- Elena Perianu – claviaturi, voce

Foileton (Timișoara):
- Ștefan Mardale – vocal
- Marius Mihalca – chitară, voce
- Sorin Bocerean – chitară bas
- Sorin Tătaru – chitară
- Ovidiu Dănescu – baterie (la piesele „Prolog” și „Cu tine din nou”)
- Ioan Varady – baterie (la piesele „Bal mascat” și „Vocea ta”)